# Huancayo
Santísima Trinidad de Huancayo, kurz Huancayo (auf Wanka-Quechua Wankayuq), ist eine Stadt im südamerikanischen Staat Peru, Hauptstadt der Region Junín und liegt ca. 300 km östlich von Lima in den Anden (3249 m). Im Stadtgebiet lebten 2017 118.550 Menschen. Die Agglomeration hatte 456.250 Einwohner. Stadtpatron von Huancayo ist die hl. Dreifaltigkeit.

## Geschichte
Die Gegend um das heutige Huancayo war von den Wanka (Huanca) besiedelt, bis sie um 1460 von den Inka unterworfen wurden. Als Francisco Pizarro die Inka angriff, hofften die Wanka, bei dieser Gelegenheit das Joch der inkaischen Fremdherrschaft abschütteln zu können und verbündeten sich mit den Spaniern gegen die Inka. Diese Zusammenarbeit ist auf dem Wappenschild der Stadt Huancayo dargestellt, das im (heraldisch) linken oberen Feld eine Burg im spanischen Stil zeigt und im rechten unteren Feld den Arm eines Wanka-Kriegers mit einem Bogen und vier Pfeilen.
Huancayo wurde am 1. Juni 1572 von Jerónimo de Silva als „Pueblo de Indios“ (Dorf der „indianischen“ Bevölkerung) gegründet. Da der Ort an einer wichtigen Straße des Inkareiches lag, wurde Huancayo zum Sitz der Verwaltung einer großen Encomienda bestimmt und entwickelte sich allmählich zur Stadt. 1839, während der Herrschaft von Agustín Gamarra, wurde in der Kirche La Merced in Huancayo die (fünfte) Verfassung der Republik Peru ausgehandelt und am 10. November 1839 beschlossen. Am 3. Dezember 1854, während der Präsidentschaft von Ramón Castilla, wurde in Huancayo das Gesetz verabschiedet, das die Sklaverei in Peru abschaffte. 1864 wurde Huancayo zur Provinzhauptstadt.

## Wirtschaft
Huancayo ist ein Handelszentrum für agrarische Produkte, vor allem für Artischocken und Weizen. Auch die Aquakultur mit Forellen entwickelt sich zu einem Standbein. Für überregional tätige Kultur- und Bildungsinstitutionen stellt Huancayo die wichtigste Stadt Zentralperus (abgesehen von der Agglomeration Lima und Callao) dar.

## Infrastruktur

### Verkehr

#### Eisenbahn

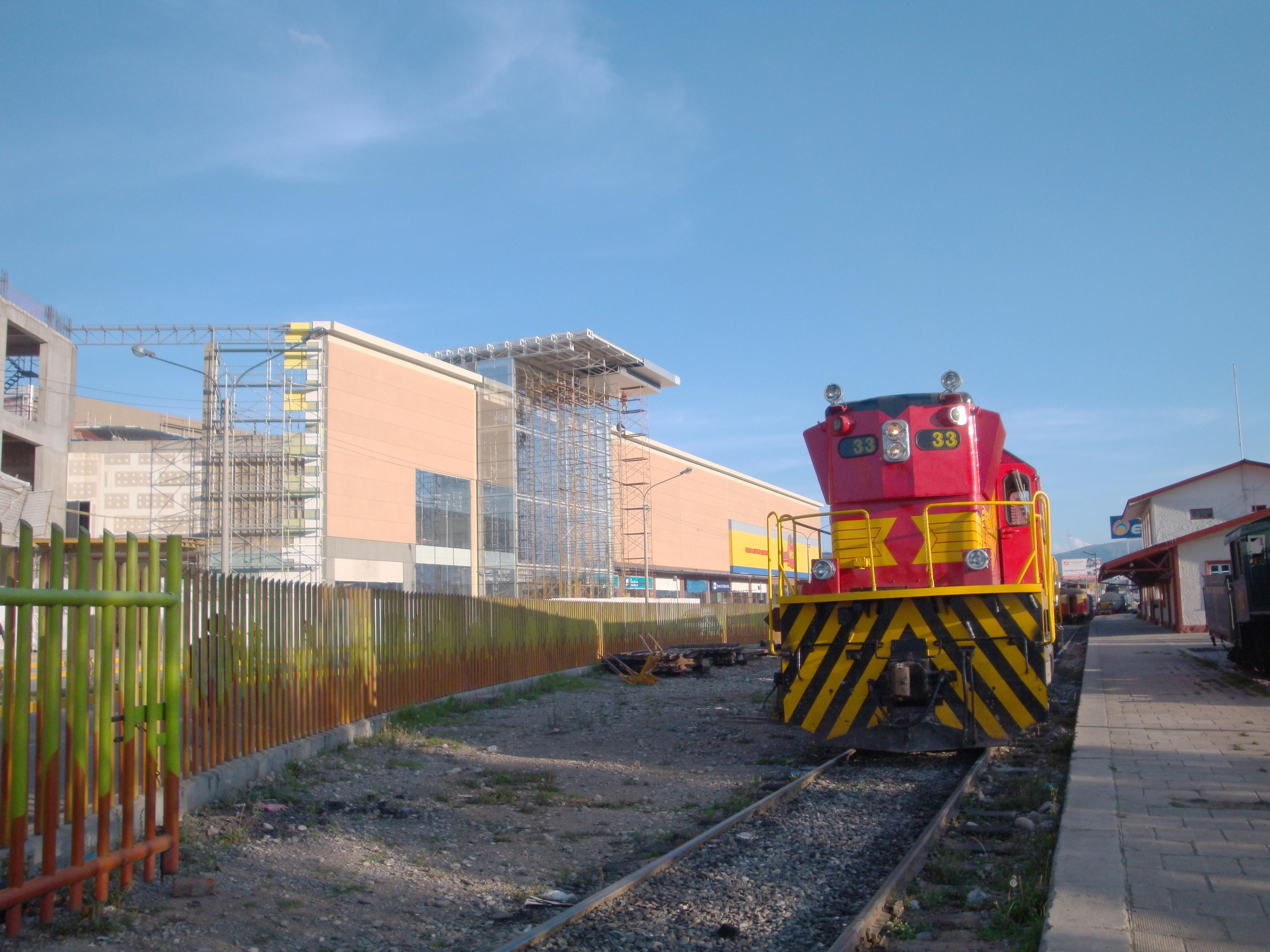
Alter Normalspurbahnhof in Huancayo, hinten die Baustelle des Einkaufszentrums Real Plaza, 2008

Die Eisenbahn von La Oroya nach Huancayo wurde am 8. September 1908 eröffnet und ist normalspurig. Eine zweite Eisenbahnstrecke führte weiter nach Huancavelica und zeitweise auch darüber hinaus, sie ist in der abweichenden Spurweite von 3 (englischen) Fuß (914 mm) gebaut und wurde in zwei Abschnitten 1926 und 1933 in Betrieb genommen. Beide Bahnen haben je einen eigenen Bahnhof in der Stadt. Zwischen Lima und Huancayo verkehrt saisonal alle zwei Wochen ein Touristenzug der Ferrocarril Central Andino S. A. Sonst ist der Personenverkehr eingestellt, nur Güterzüge fahren.

#### Straßenverkehr
Huancayo ist sehr gut an das nationale Fernstraßennetz angeschlossen. Reisebusse fahren in fast alle Städte des Landes.

#### Flugverkehr
Der nationale Flughafen liegt etwa 45 km nordwestlich von Huancayo in der kleinen Stadt Jauja. Er wird seit 2011 im Linienverkehr von LATAM Perú angeflogen. Ziel der peruanischen Regierung ist es, Jauja zu einem internationalen Flughafen für Zentralperu auszubauen.

## Bevölkerung
| Distrikt Chilca        | 8,3    | 77.392*  |
| Distrikt El Tambo      | 73,56  | 146.847* |
| Distrikt Huancayo      | 237,55 | 112.054* |
| Agglomeration Huancayo | 319,41 | 336.293* |
| *Daten des INEI        |        |          |

Rechnet man die periurbanen Umlandgemeinden San Agustín, Pilcomayo, Huancán, und Sapallanga hinzu – auf deren Gemeindegebiet sich die Agglomeration Huancayo bereits ausstreckt –, so ergibt sich eine Einwohnerzahl von knapp über 400.000 in der Stadtregion Huancayo.

## Söhne und Töchter der Stadt
- Picaflor de los Andes (1930–1975), Folkloresänger
- Rodolfo Cerrón Palomino (* 1940), Linguist
- Enrique Bernardo (* 1980), Tenor and Pianist
- Gladys Tejeda (* 1985), Leichtathletin
- Damaris Mallma Porras (* 1986), Folksängerin
- Jovana de la Cruz (* 1992), Langstreckenläuferin
- Kimberly García León (* 1993), Geherin
- Cristhian Pacheco (* 1993), Langstreckenläufer
- Luz Mery Rojas (* 1993), Langstreckenläuferin